# Myzinum confluens
Myzinum confluens  (лат.) — вид ос рода Myzinum из семейства Thynnidae (ранее в Tiphiidae) подотряда жалоносных (Apocrita) перепончатокрылых насекомых (Hymenoptera). Северная Америка: США (Аризона, Колорадо, Нью-Мексико), Мексика (Chihuahua, Sonora, Sinaloa). Длина самцов 11—19 мм (усики 13-члениковые), самок — 10—13 мм (усики 12-члениковые). Окраска чёрная с жёлтыми отметинами на теле. Паразитоиды личинок пластинчатоусых жуков из семейства Scarabaeidae.